# 海推布
在伊斯蘭教中，海推布（阿拉伯语：‎ khaṭīb，又译黑推布、赫蒂布、海提卜、哈推卜、哈悌卜等）是主麻日禮拜時在清真寺裡演講（即呼圖白）的神職人員。意为“宣讲者”、“演讲者”。在回族穆斯林中又称作“二掌教”、“督教”、“副教”、“协教”、“襄教”等。海推布一職常由伊瑪目兼任，但其實兩職務可由不同人擔任，任何嫻熟伊斯蘭教教義的成人都有資格擔任海推布。在阿拔斯帝國時期，海推布一職即是由帝國派任的，現代此職亦常是由政府任命管理。在中国新疆等穆斯林为主地区又称为哈提甫，如居玛·塔伊尔大毛拉曾任艾提尕尔清真寺哈提甫。絕大多數海推布是由男性擔任，但少數情況下女性亦可擔任此職（‎ khaṭībah），2015年，美國婦女清真寺的開幕儀式中，即是由女性穆斯林伊代纳·莱科维奇擔任海推布。